# Achille Talon méprise l'obstacle
Achille Talon méprise l'obstacle est un album de bande dessinée réalisé par Greg, huitième tome de la série Achille Talon, paru en 1973 chez Dargaud.
Toujours dans le format des gags classiques en deux pages, à l'exception de la première page de l'album, on peut continuer à suivre les aventures d'Achille Talon, français moyen ventripotent et doté d'un nez proéminent.
Au hasard des gags racontés dans cet album, on peut y voir Achille faire l'objet d'un vol de son poste de télévision, observer une fourmilière, subir une aphonie, et repousser un braquage avec humour...